# Lluís Estasen i Pla

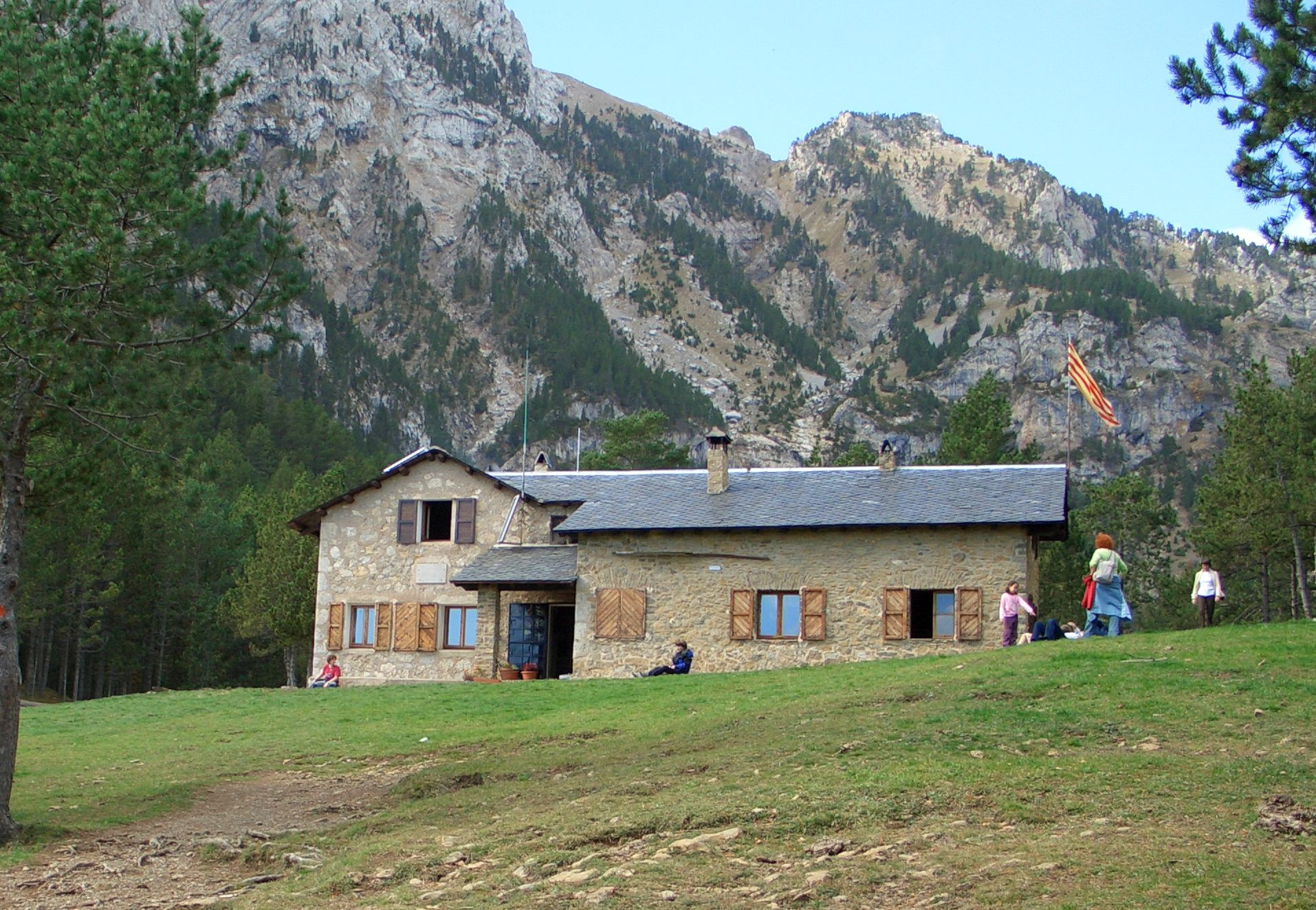
Le refuge Lluís-Estasen au pied du Pedraforca.

Lluís Estasen i Pla, né à Barcelone le 6 octobre 1890 et mort dans cette même ville le 23 juin 1947, est un grimpeur, alpiniste et skieur catalan, pionnier de ces sports en Espagne. Il est le grimpeur catalan le plus important de l'entre-deux-guerres. En alpinisme, il introduit l'usage du piolet et des crampons dans son terrain de prédilection, les Pyrénées espagnoles, et devient ainsi un pionnier du pyrénéisme de difficulté.

## Biographie

### Famille
Lluís Estasen i Pla naît à Barcelone le 6 octobre 1890, de Lluís Estasen i Cortada et de Pilar Plà i Coll.
Il se marie à Margarida Alsina. Il est le neveu de Pere Estasen i Cortada (ca).

### Alpinisme et ski
En 1910, Estasen i Pla entre au Centre Excursionista de Catalunya (CEC). Lluís Estasen s'initie à l'alpinisme dès son entrée au CEC, puis se perfectionne dans cette discipline. Il apprend l'emploi de nouvelles techniques - la corde, le piolet et les crampons - par des immigrants allemands et autrichiens venus à Barcelone après la Première Guerre mondiale, ce qui fait de lui un pionnier du pyrénéisme de difficulté dans les Pyrénées espagnoles.
À ses débuts, Lluís Estasen se consacre au ski de compétition et obtient de bons résultats à plusieurs reprises. Il devient champion de ski de fond en 1925 et gagne trois fois la coupe Ribes entre 1921 et 1924. Passionné de ski de randonnée, il parcourt une grande partie des Pyrénées par ce moyen. En 1919, la Communauté de Catalogne le charge de donner des leçons de ski aux habitants des vallées du Pallars et du val d'Aran afin de pallier les problèmes d'isolement que subissent les populations montagnardes.
En 1929, il reçoit la médaille d'or du CEC et déclare lors de la cérémonie qu'il l'accepte « en croyant qu'on veut décerner un prix à l'alpinisme pur, c'est-à-dire, à ceux qui ne peuvent pas être scientifiques par manque de moyens. En montagne, nous cherchons seulement la contemplation du grand chef-d'œuvre de la nature »  . Ensuite, en 1942, il est nommé président de la section escalade nouvellement créée au sein du CEC.

### Pyrénéisme de difficulté et escalade

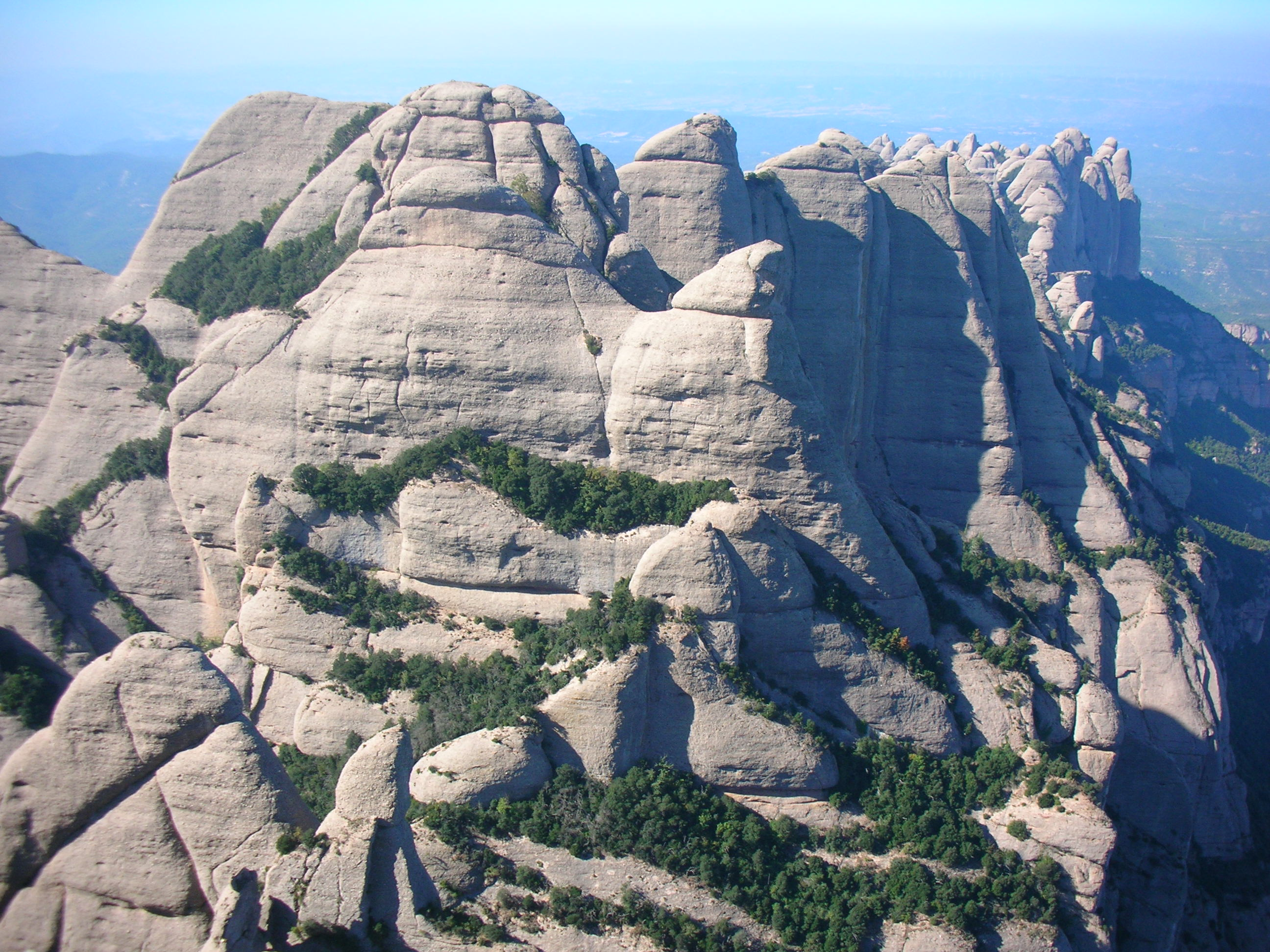
La région des Ecos dans le massif de Montserrat, avec au centre l'aiguille Lluís Estasen.

Estasen ne s'initie à l'escalade que de longues années après être devenu un alpiniste émérite. En 1920, il réalise la première escalade, à Montserrat, du Bonnet Phrygien par la voie qui depuis est devenue la voie normale ou de descente. En 1922, Estasen en compagnie de Pau Giménez réalisent la première ascension de l'Eco supérieur, ainsi que celle des Flautats. En 1924, il conquiert la Boteruda del Gra et le Frare Gros; en1927, la Torta et l'aiguille des Écos. Cette dernière est aujourd'hui nommée Aiguille Lluís Estasen. Elle fut rebaptisée dans les années 1950 par Josep Maria Torras quand celui-ci y trouva une carte portant les noms de Estasen et Vila.
Il continue jusqu'aux années 1930 à réaliser de nombreuses premières, notamment hivernales : Pedraforca, Estats, Aneto (à ski).
En plus de ses nombreuses ascensions dans les Pyrénées par des voies de première catégorie, il effectue aussi des ascensions dans les Alpes et plus particulièrement les Dolomites.
Le 22 juin 1947, il meurt d'une embolie tandis qu'il participe au début du chantier de construction d'un refuge situé à Jaça dels prats au pied du Pedraforca. Ce refuge est inauguré deux ans plus tard et porte le nom de Lluís-Estasen.
Une aiguille est également baptisée en son honneur dans le massif de la Maladeta-Aneto, la Forca Estasen (3 028 m).